# Marcha del Orgullo LGBT de Guayaquil

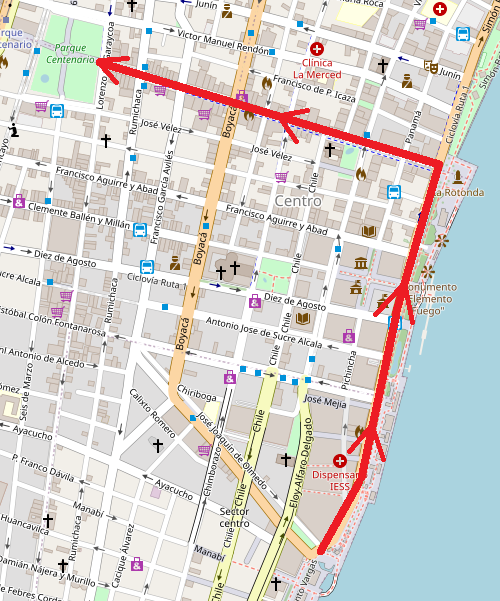
Recorrido de la Marcha del Orgullo LGBT de Guayaquil desde 2014.

La Marcha del Orgullo LGBT de Guayaquil es una manifestación que se celebra de forma anual en la ciudad de Guayaquil (Ecuador), en el marco del Día Internacional del Orgullo LGBT para conmemorar la lucha por los derechos de las personas pertenecientes a la diversidad sexual. El evento se realizó por primera vez en 2008 y en la actualidad es uno de los desfiles anuales más concurridos de la ciudad. Entre los participantes al evento se han contado importantes figuras públicas, entre ellos artistas y políticos como la prefecta de la provincia, asambleístas y concejales municipales.
Cada año, la marcha inicia a la altura de la Avenida Olmedo y recorre parte de la Avenida Malecón Simón Bolívar, luego continúa por la Avenida Nueve de Octubre y finaliza en el Parque Centenario, en un recorrido con una extensión de alrededor de dos kilómetros y medio. Tras la llegada al punto final, tiene lugar un festival del orgullo en que se presentan espectáculos artísticos. Durante la marcha participan carrozas alegóricas y tienen lugar shows musicales y bailes. Adicionalmente, cada edición cuenta con una temática distinta relacionada al respeto y a los derechos LGBT.
La asistencia a la convocatoria ha ido creciendo de forma paulatina a lo largo de los años y en la actualidad, además de los asistentes locales, recibe participantes de otras ciudades y países. La segunda edición, realizada en 2009, contó con 2000 asistentes, mientras que para 2018 alcanzó los 9000. La concurrencia en la edición de 2023 llegó a alrededor de 40 000 personas.

## Historia

### Antecedentes
La primera manifestación pública de personas LGBT en Guayaquil tuvo lugar en agosto de 1997, aunque no estuvo relacionada al Día Internacional del Orgullo LGBT sino a la campaña para lograr la despenalización de la homosexualidad en Ecuador, que se logró ese mismo año.
El primer intento de realizar una marcha por el Orgullo LGBT en Guayaquil tuvo lugar el 28 de junio de 2000 y lo organizó la fundación Famivida, primera organización LGBT de la ciudad. Sin embargo, el intendente de policía llegó al lugar y ordenó a los cerca de 300 asistentes retirarse, luego un grupo de aproximadamente 60 policías lanzaron gas lacrimógeno para disolver el evento.
En 2001, agrupaciones LGBT solicitaron permiso a la Intendencia de Policía para poder realizar una marcha del Orgullo en la ciudad, pero el intendente negó el permiso de forma verbal. Sin embargo, dos horas antes de la hora solicitada para realizar el evento, el intendente cambió de opinión y aceptó la solicitud. A causa de esto no hubo tiempo suficiente para organizar la marcha y solo logró realizarse una concentración en una plaza. Durante los tres años siguientes (de 2002 a 2004), activistas solicitaron al alcalde Jaime Nebot permiso para realizar la marcha, pero en las tres ocasiones se negó al aseverar que «la sociedad no estaba preparada».

### Festival Arte y Diversidad y primera marcha (2005-2008)
Dada la dificultad de obtener los permisos por parte del municipio, la fundación Famivida, presidida por el activista Neptalí Arias, decidió no intentar obtenerlos en 2005 y en su lugar conmemoró la fecha con un evento en que entregaron reconocimientos a personajes públicos de la comunidad LGBT local. Al año siguiente, Famivida organizó un festival artístico con el nombre de «Arte y Diversidad» en honor al Día Internacional del Orgullo LGBT en la intersección de las avenidas Orrantia y Alcívar, en la ciudadela Kennedy. De acuerdo al activista Óscar Ugarte, coordinador del festival, decidieron llevarlo a cabo a pesar de no haber obtenido los permisos correspondientes al tomar en cuenta que el mismo año se celebraban elecciones presidenciales en el país, por lo que los organizadores sabían que las figuras políticas preferirían no inmiscuirse en ningún tipo de disputa. El festival se repitió sin mayores inconvenientes en 2007 y 2008.
La tercera edición del festival fue la primera en recibir autorización policial y la primera en realizar un desfile. El mismo fue el primer desfile del orgullo LGBT en la historia de Guayaquil y tuvo lugar el 28 de junio de 2008. El recorrido inició en la intersección de las calles Manuel Galecio y Los Ríos y se desarrolló a lo largo de la Avenida Delta, en la ciudadela Universitaria, luego prosiguió por la Avenida Francisco de Orellana y culminó en una tarima junto a las instalaciones de Radio Sucre. El desfile estuvo conformado por carros alegóricos, buses y camionetas, y tuvo delegaciones de organizaciones y establecimientos LGBT, como la discoteca Vulcano, así como de un representante de Amnistía Internacional. Aunque cronológicamente esta fue la primera Marcha del Orgullo LGBT de Guayaquil, algunos medios de prensa suelen considerar como la primera edición a la marcha de 2009, que fue la primera en desarrollarse en las calles céntricas de la ciudad.

### Primeras marchas en el centro de Guayaquil (2009-2013)

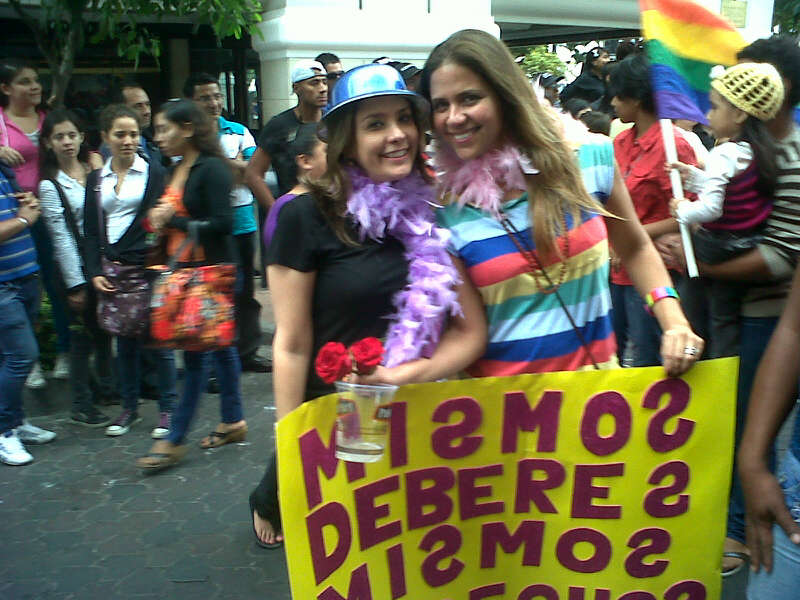
Marcha del Orgullo LGBT de 2013.

La primera Marcha del Orgullo LGBT de Guayaquil desarrollada en el centro de la ciudad tuvo lugar en 2009. La misma inició a la altura de la avenida Olmedo y recorrió la avenida Malecón Simón Bolívar. Entre los asistentes estuvieron personalidades públicas como las asambleístas Gina Godoy y Amanda Arboleda, además de los concejales Gino Molinari y Octavio Villacreces. La marcha tuvo un percance cuando un cordón de policías metropolitanos cerró el paso a los asistentes a la altura del edificio de la Municipalidad de Guayaquil. Sin embargo, gracias a la intervención de las autoridades presentes, los policías finalmente dejaron continuar la marcha. El evento tuvo una concurrencia de aproximadamente 2000 personas.
Al año siguiente, la marcha inició en la intersección de las calles Lorenzo de Garaycoa y Víctor Manuel Rendón, recorrió un tramo de la Avenida 9 de Octubre y finalizó en la avenida Rocafuerte, en el sector de la zona rosa.
En 2011, la marcha contó con la participación de la banda de la Policía Nacional, que entonó durante el recorrido canciones tradicionales, como «Guayaquileño, madera de guerrero». El evento de ese año tuvo un recorrido similar al del año anterior, además de contar con la participación de figuras como la presentadora Marián Sabaté, que fue nombrada reina del desfile, y la viceprefecta provincial Luzmila Nicolalde, que leyó desde una tarima una resolución emitida por el Concejo Provincial de Guayas en la que se declaraba al 28 de junio como día provincial de la erradicación y eliminación de toda forma de discriminación por razones de índole sexual, género, raza, religión o grupo étnico.
La edición de 2012 volvió al recorrido de la marcha de 2009, mientras que la de 2013 inició en el edificio de la Gobernación del Guayas y llegó hasta el Parque Centenario. Uno de los principales pedidos de la manifestación de ese año fue la legalización del matrimonio igualitario en el país. Esta edición fue además notoria por contar por primera vez con empleados de la Gobernación del Guayas y de la Prefectura Provincial en el recorrido.

### Marchas con autorización municipal (2014-2022)

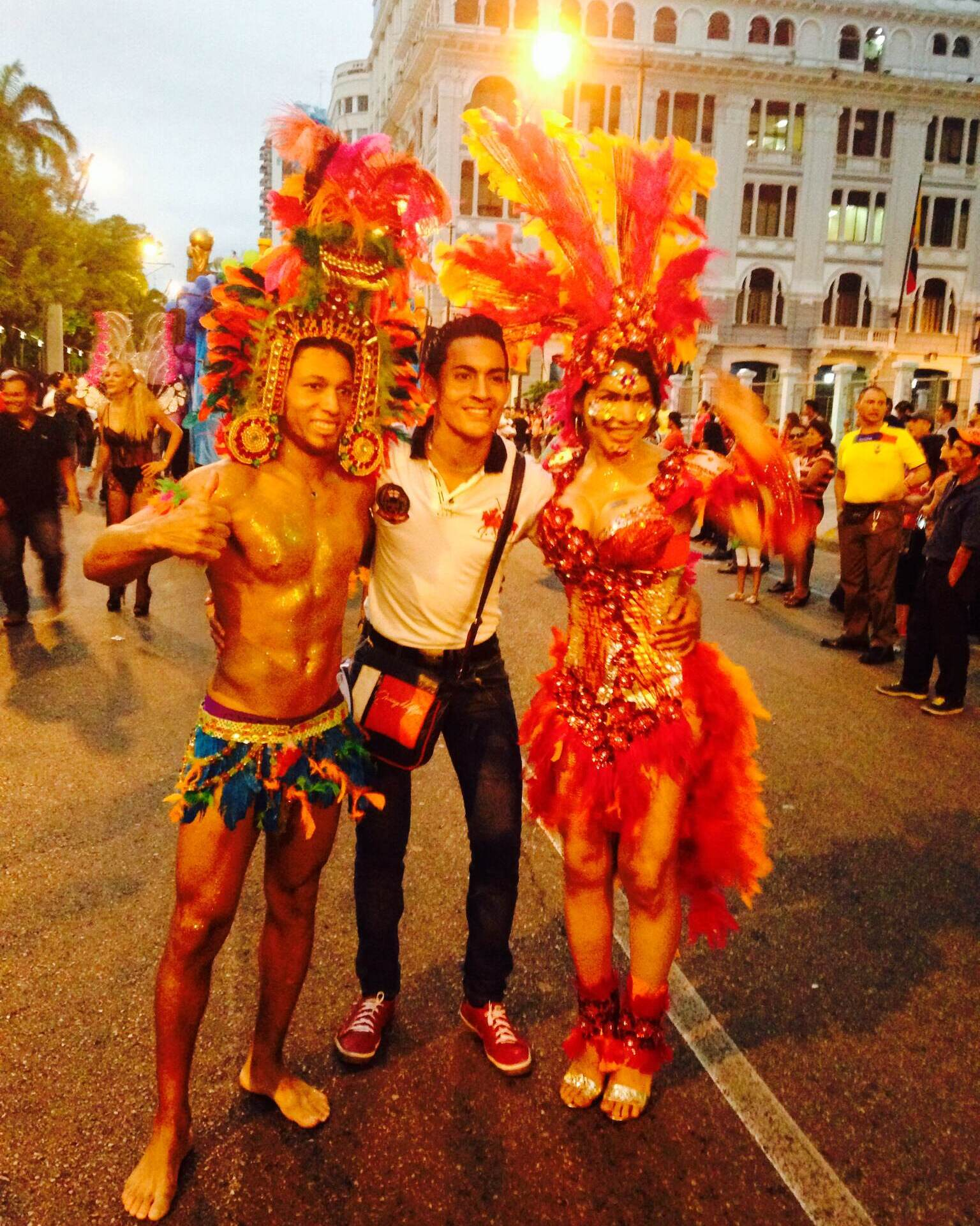
Marcha del Orgullo LGBT de 2014.

El 3 de enero de 2014, el municipio de Guayaquil emitió un comunicado en que anunció el otorgamiento de la autorización municipal para realizar la marcha del orgullo de ese año, luego de una queja presentada por las organizaciones Asociación Silueta X, Fundación Equidad y Diverso Ecuador en diciembre de 2013. De este modo, la marcha de 2014, realizada el 28 de junio, se convirtió en la primera en contar con la autorización oficial por parte del alcalde. Las convocatorias anteriores se habían realizado con la autorización de la Intendencia de Policía. El recorrido volvió a iniciar a la altura de la Avenida Olmedo, recorrió la Avenida Malecón y 9 de Octubre y finalizó en el Parque Centenario. Desde entonces, el recorrido no ha vuelto a ser modificado.

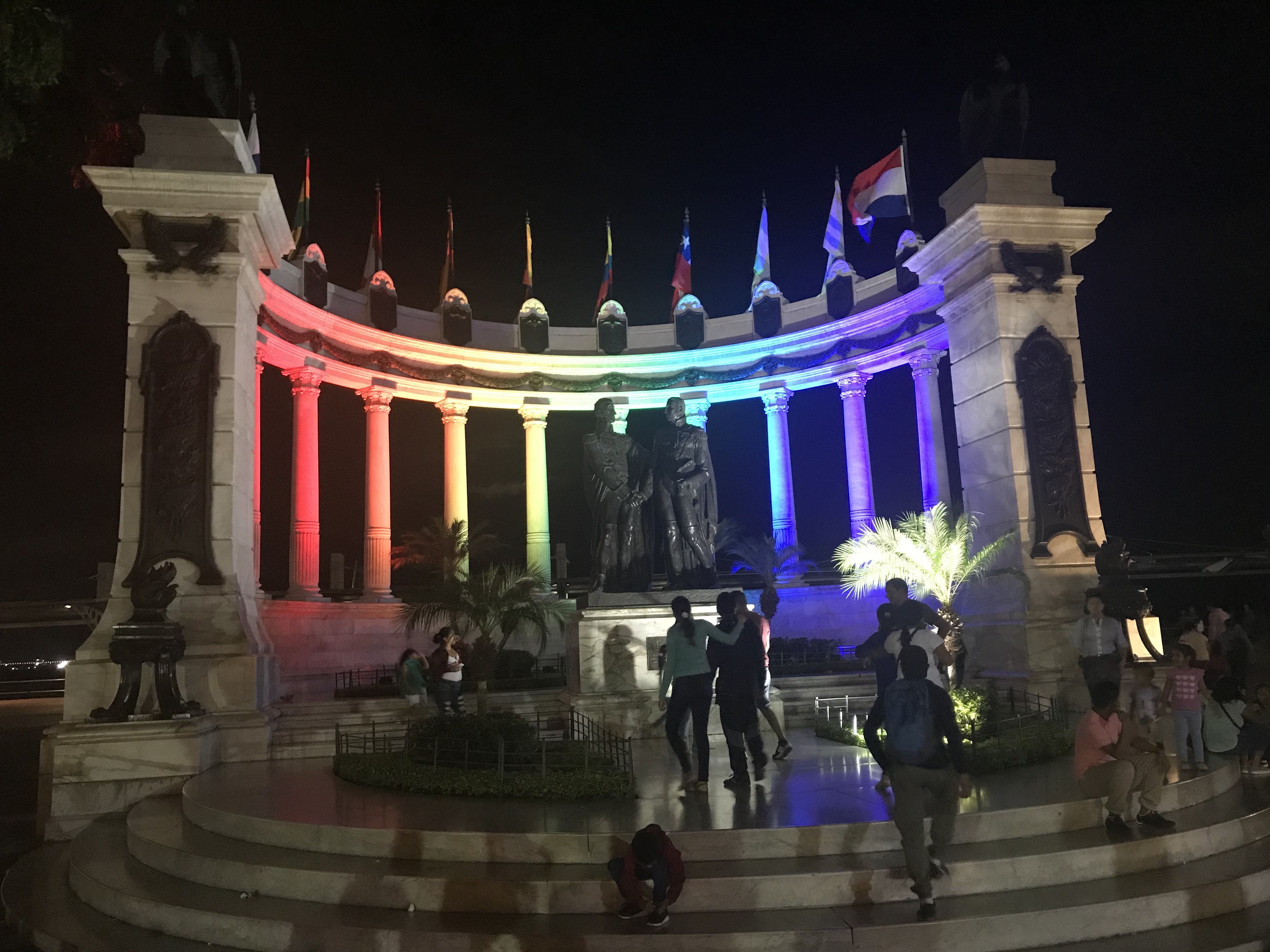
Hemiciclo de la Rotonda iluminado con los colores del orgullo LGBT.

El 1 de julio de 2017, la municipalidad de la ciudad iluminó con los colores de la bandera LGBT tres sitios icónicos de Guayaquil: el Hemiciclo de la Rotonda, la Torre The Point y la noria La Perla. El hecho ocurrió el mismo día de la Marcha del Orgullo de 2017 y se realizó como conmemoración del Día Internacional del Orgullo LGBT. Días después, el alcalde Jaime Nebot aseveró que Guayaquil era una ciudad de respeto y que el haber iluminado los sitios con los colores de la bandera LGBT era un reflejo de esa posición.
Con el pasar de los años, la cantidad de asistentes a la marcha fue incrementando. Para 2016 la cifra se ubicaba entre 6000 y 7000 participantes, mientras que para 2018 había superado las 9000 personas.
La marcha fue cancelada en 2020 y 2021 a causa de la pandemia de COVID-19 y volvió a retomarse en 2022. Durante esa edición, adicionalmente a la marcha se instaló una tarima en el Parque Centenario para realizar un festival artístico al finalizar el desfile, con el nombre de «Pride Fest», en el que la Cámara LGBT de Comercio Ecuador promovió emprendimientos de personas pertenecientes a la diversidad sexual.

### Intento de prohibición (2023)
En 2023, el recién electo alcalde de Guayaquil, Aquiles Álvarez, indicó que no era procedente otorgar la autorización para realizar la marcha en su recorrido tradicional y adujo que su realización conllevaría un aumento del tráfico vehicular en el centro de la ciudad. En su lugar, Álvarez sugirió realizar la marcha en el Parque Samanes. Las organizaciones LGBT rechazaron esta sugerencia y denunciaron que se trataba de un intento de desplazar a las personas LGBT al enviarlas a un sector en las afueras de la ciudad, que no contaba con garantías en cuanto a seguridad o iluminación. También aseveraron sentirse sorprendidos ante la negativa al considerar que los alcaldes anteriores habían dado cada año los permisos sin problemas desde 2014.
Ante la negativa del alcalde, organizaciones LGBT anunciaron que insistirían en realizar la marcha en las calles céntricas de la ciudad, debido a su valor emblemático como escenario de manifestaciones sociales, y en base a la libertad de manifestarse y del uso del espacio público garantizadas en la Constitución de Ecuador. En los días previos a la marcha, el gobierno nacional, a través de la Subsecretaría de Diversidades y el Consejo Nacional para la Igualdad de Género, así como la Defensoría del Pueblo, pidieron al alcalde Álvarez que reconsidere su posición y que cumpla con las disposiciones constitucionales al respecto.

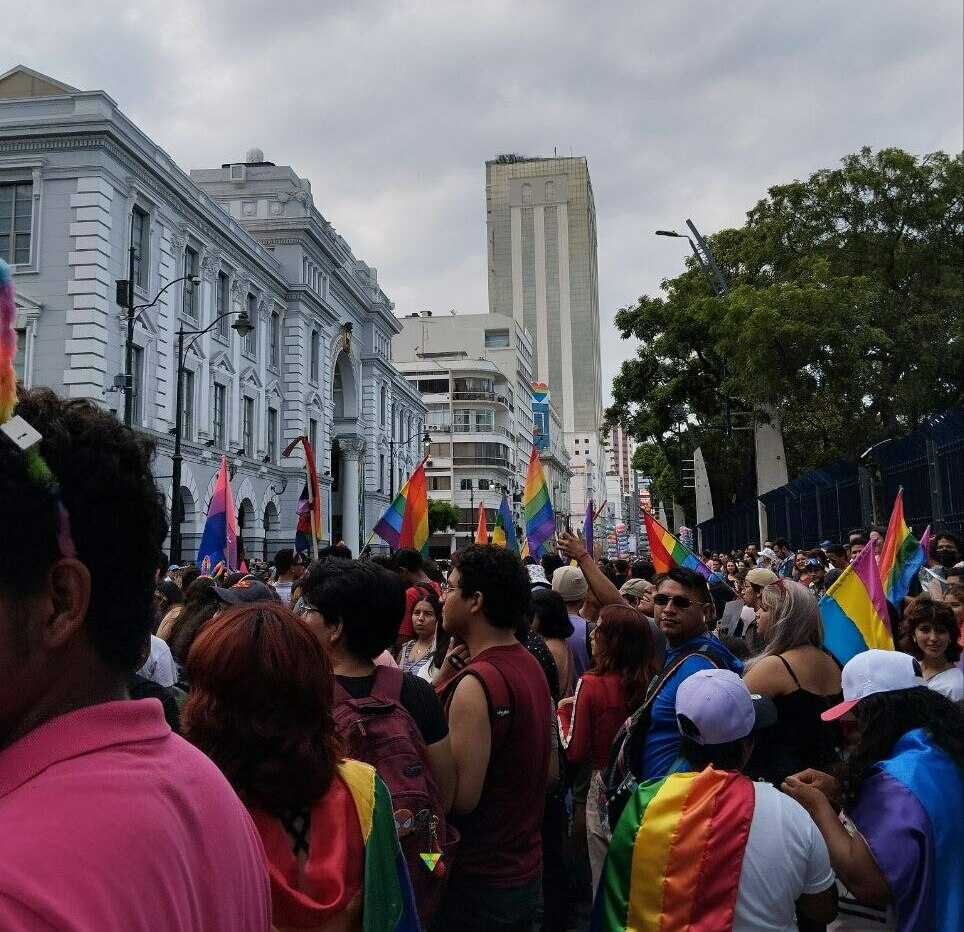
Marcha del Orgullo LGBT 2023.

El 22 de junio, un estudiante universitario presentó una acción de protección contra la decisión del alcalde para exigir su suspensión, mientras que la Cámara LGBT de Comercio Ecuador presentó otra al día siguiente. La mañana del 28 de junio, el alcalde Álvarez volvió a anunciar que no daría los permisos necesarios. Sin embargo, la tarde del mismo día, la jueza Angélica Jimbo emitió su dictamen para la primera acción de protección y dejó sin efecto la decisión de la alcaldía. En su resolución, la jueza permitió que la marcha se realice en el centro de la ciudad y exigió que reciba el resguardo policial necesario. También afirmó que una posible afectación al tráfico no era una razón objetiva para vulnerar derechos constitucionales.
La marcha finalmente se desarrolló en el centro de la ciudad el 1 de julio de 2023, como estaba planificado. La prefecta provincial de Guayas, Marcela Aguiñaga, y la activista Diane Rodríguez, encabezaron el evento. Tras llegar al Parque Centenario, la marcha continuó hacia la Plaza Colón, donde se instaló la tarima para la realización del festival del orgullo. Debido a la disputa alrededor del otorgamiento de la autorización para realizar la marcha en el centro, la edición de ese año atrajo más concurrencia y atención de la ciudadanía en general en comparación con años anteriores, con una asistencia de casi 40 000 personas.

### Desde 2024

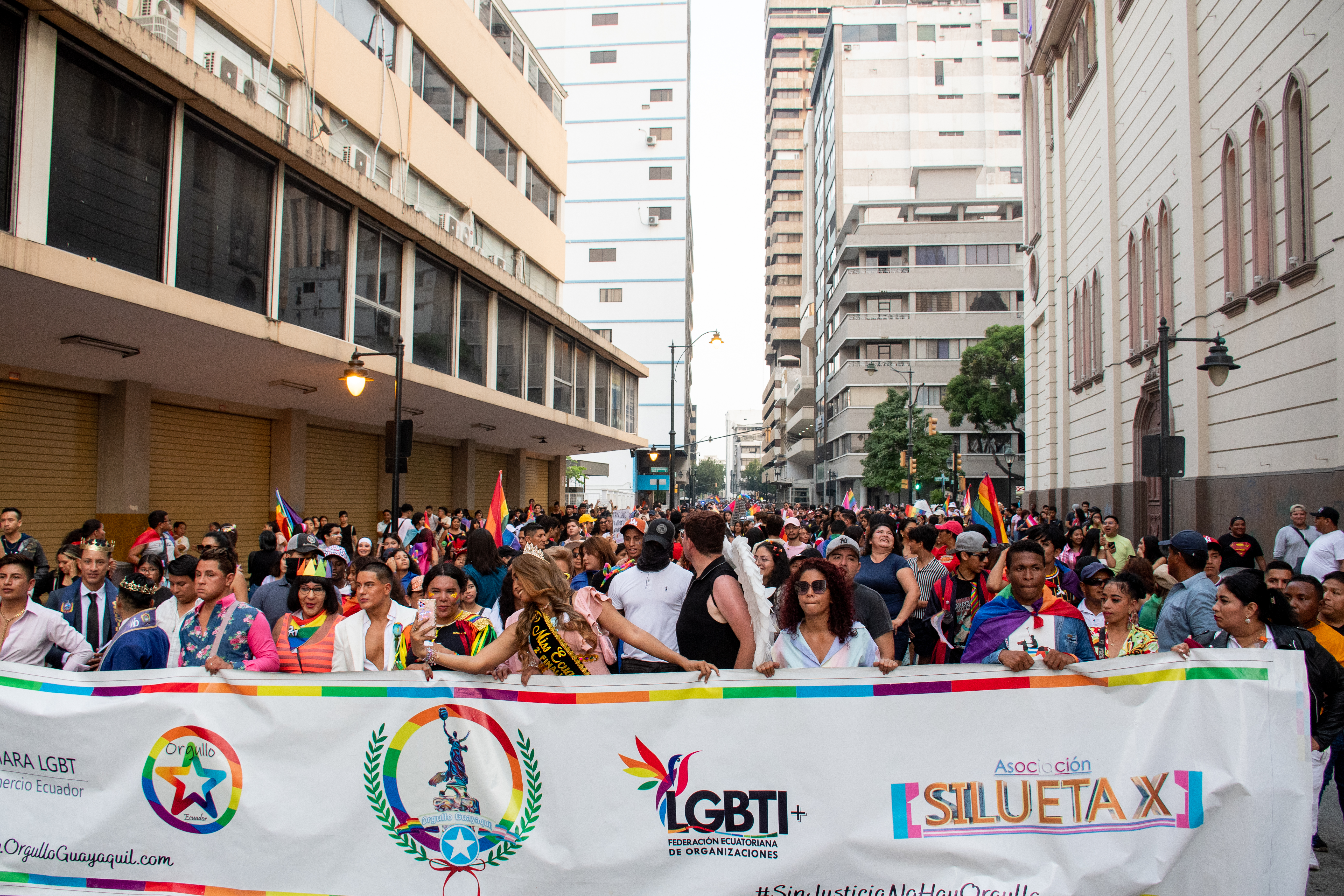
Edición de 2024 de la Marcha del Orgullo LGBT de Guayaquil.

A diferencia del año anterior, la edición de la marcha de 2024 no tuvo inconvenientes para recibir los permisos municipales correspondientes para su realización en el centro de la ciudad. La marcha se realizó el 29 de junio y siguió el trayecto original hasta llegar al Parque Centenario, luego avanzó por las calles Lorenzo de Garaycoa, Víctor Manuel Rendón y Pedro Carbo hasta desembocar en la Plaza Colón, donde se desarrolló el Festival del Amor en honor al Orgullo LGBT. El festival contó con la participación de artistas como Oveja Negra y Jasú Montero. La marcha, que alcanzó una concurrencia de aproximadamente 50 000 personas, tuvo entre sus participantes a la primera dama de Ecuador, Lavinia Valbonesi, quien asistió al evento como muestra de apoyo y afirmó en redes sociales que aún quedaba mucho por recorrer en cuanto a igualdad de derechos.

## Galería
|                         |
| Marcha del Orgullo 2023 |

|                         |
| Marcha del Orgullo 2022 |

|                         |
| Marcha del Orgullo 2022 |

|                        |
| Festival del Amor 2024 |